# Rick Hunolt
Rick Hunolt (né le 1er juillet 1963) est un guitariste de thrash metal, connu au sein du groupe Exodus.

## Biographie
Il remplaça en 1983 Kirk Hammett au sein du groupe Exodus. Il en fut un membre important, faisant partie du line up classique et participa aux meilleurs albums du groupe.
Avec Gary Holt, il tient la guitare de 1983 jusqu'en 2005.
Rick est revenu dans le groupe pour une tournée de 2012 à 2013.
Le titre Deathamphetamine sur l'album Shovel Headed Kill Machine a été écrit à son sujet.        